# ماري بيت
ماري بيت (بالإنجليزية: Marie Pitt)‏ هي صحفية أسترالية، ولدت في 6 أغسطس 1869، وتوفيت في 20 مايو 1948.